# Aram Tigran
Aram Tigran (Al-Qamishli, 15 de janeiro de 1934 – 8 de agosto de 2009) foi um cantor armênio.

## Albuns
- Çîyayê Gebarê, Aydın Müzik, 2004.
- Zîlan, Aydın Müzik, 2004.
- Serxwebûn Xweş E, Aydın Müzik, 2004.
- Kurdistan, Aydın Müzik, 2004
- Xazî Dîsa Zarbûma
- Rabin
- Evîna Feqiyê Teyran
- Keçê Dinê
- Ey Welato Em Heliyan
- Ay dilberê
- Daye min berde
- Diyarbekira serin
- Aydil
- Em hatin
- Heval Ferat